# Mathilde Géron
Mathilde Géron (Sainte-Adresse, 24 de marzo de 1986) es una deportista francesa que compitió en vela en las clases Europe, 470 y en vela de crucero.
Ganó una medalla de plata en el Campeonato Mundial de 470 de 2012 y una medalla de bronce en el Campeonato Europeo de 470 de 2013. También obtuvo una medalla de bronce en el Campeonato Mundial de Europe de 2014 y dos medallas de plata en el Campeonato Mundial de Match Race Femenino. Además, obtuvo una medalla de bronce en el Campeonato Europeo de Vela en Alta Mar Mixto de 2019.
Participó en los Juegos Olímpicos de Londres 2012, ocupando el cuarto lugar en la clase 470.

## Palmarés internacional
| Campeonato Mundial | Campeonato Mundial | Campeonato Mundial | Campeonato Mundial |
| Año                | Lugar              | Medalla            | Clase              |
| ------------------ | ------------------ | ------------------ | ------------------ |
| 2012               | Barcelona (España) | Medalla de plata   | 470                |
| Campeonato Europeo |                    |                    |                    |
| Año                | Lugar              | Medalla            | Clase              |
| 2013               | Formia (Italia)    | Medalla de oro     | 470                |

| Campeonato Mundial | Campeonato Mundial    | Campeonato Mundial | Campeonato Mundial |
| Año                | Lugar                 | Medalla            | Clase              |
| ------------------ | --------------------- | ------------------ | ------------------ |
| 2014               | La Rochelle (Francia) | Medalla de bronce  | Europe             |

| Campeonato Mundial | Campeonato Mundial         | Campeonato Mundial | Campeonato Mundial |
| Año                | Lugar                      | Medalla            | Clase              |
| ------------------ | -------------------------- | ------------------ | ------------------ |
| 2016               | Sheboygan (Estados Unidos) | Medalla de plata   | Match race         |
| 2019               | Lysekil (Suecia)           | Medalla de plata   | Match race         |

| Campeonato Europeo | Campeonato Europeo | Campeonato Europeo | Campeonato Europeo |
| Año                | Lugar              | Medalla            | Clase              |
| ------------------ | ------------------ | ------------------ | ------------------ |
| 2019               | Venecia (Italia)   | Medalla de bronce  | Doble mixto        |